# Gara Lehliu
Gara Lehliu este o gară care deservește orașul Lehliu Gară, județul Călărași, România.